# Chandauli (distrikt)
Chandauli (hindi: चंदौली ज़िला, urdu: چندولی ضلع) er et distrikt i den indiske delstat Uttar Pradesh. Distriktets hovedstad er Chandauli.

## Demografi
Ved folketællingen i 2011 var der 1.952.713 indbyggere i distriktet, mod 1.643.251 i 2001. Den urbane befolkning udgør 12,55 % af befolkningen.
Børn i alderen 0 til 6 år udgjorde 15,58 % i 2011 mod 19,98 % i 2001. Antallet af piger i den alder per tusinde drenge er 937 i 2011.